# Руднев, Иван Григорьевич
Иван Григорьевич Руднев (5 января 1820 — 30 июня 1888, Севастополь, Таврическая губерния) — вице-адмирал, градоначальник Севастополя (1882—1885).

## Биография
Иван Григорьевич Руднев родился 5-го января 1820 года в семье потомственного дворянина, помещика Горбатовского уезда Нижегородской губернии, Григория Ивановича Руднева.
Поступил в Морской кадетский корпус в 1830, произведён в гардемарины в 1836, в мичманы в 1837 году с назначением на Чёрное море.
В 1838 году на корабле «Султан Махмуд» и фрегате «Браилов» мичман Руднев крейсировал у абхазских берегов и участвовал в высадках десанта в поддержку наших войск, действовавших на кавказской береговой линии против чеченцев. В составе высадочной партии с корабля участвовал в высадке десанта в районе Туапсе, Шапсухо и Новороссийска.
В кампаниях 1843—1845 годов мичман Руднев служил на фрегате «Мессемврия», при выполнении им задач у абхазских берегов. 11 апреля 1843 года Ивану Рудневу было присвоено очередное звание «лейтенант». Фрегат «Мессемврия», на котором служил лейтенант Руднев, исключительно активно использовался командованием флота для решения широкого спектра задач.
В 1846 году лейтенант Руднев на бриге «Фемистокл» крейсировал в Чёрном море. В том же 1846 году, но уже на шхуне «Вестник», выполнял задачи по недопущению контрабанды оружия на кавказское побережье.
В 1849—1851 гг. проходил службу на корабле «Двенадцать Апостолов».
В 1853—1854 участник обороны Севастополя — капитан-лейтенант 32-го флотского экипажа, командир парохода-фрегата «Херсонес», который огнем своих батарей постоянно поддерживал защитников первого и второго бастионов.
24 ноября 1854 года под командованием капитана 2 ранга Г. И. Бутакова пароходо-фрегаты «Владимир» и «Херсонес» совершили дерзкую вылазку. Выйдя в море через проход между затопленными кораблями, они обстреляли французские суда, стоявшие в Стрелецкой бухте, и войска, находящиеся на берегу. После оставления защитниками Южной стороны Севастополя все русские суда были затоплены, но «Херсонес» по счастливой случайности остался цел, позже его отремонтировали и использовали как пассажирское судно. И. Г. Руднев стал командовать второй оборонительной линией на северной стороне.
За оборону его наградили орденом Св. Анны 2-й степени, орденом Св. Владимира 4-й степени, получил он и чин капитана 2 ранга. Служил затем на Чёрном и Балтийском морях. 28 октября 1857 года назначен командующим 29-м флотским экипажем.
1 января 1869 года произведен в контр-адмиралы с назначением состоять при Черноморской флотилии. 10 февраля 1869 года назначен младшим флагманом Черноморской флотилии. В 1875 году стал вице-адмиралом.
В русско-турецкую войну (1877—1878) командовал сухопутной и морской обороной Очакова.
В 1882 году был назначен Севастопольским градоначальником.
Скончался 25 декабря 1894 года. Похоронен на Братском кладбище. Надгробие представляет собой обелиск из белого мрамора, в верхней части обелиска — изображение Георгиевского креста. Эпиграфия «вице-адмирал Иван Григорьевич Руднев, Род. 5 января 1820 г. Умер 25 декабря 1894 г. Участвовал при обороне Севастополя командиром парохода „Херсонес“»

## Семья
Первая жена — Надежда Александровна (1837—1860), дочь графа А. Л. Санти, в 1854 году успешно окончила Смольный институт благородных девиц (27 выпуск). Брак с Иваном Григорьевичем был недолгим — через год после рождения дочери в сентябре 1860 года она скоропостижно скончалась в возрасте 23 лет и была похоронена в Николаеве на старом городском Некрополе. Дочь:
- Мария Ивановна (25.10.1859-?), Свидетелями крещения дочери записаны: Генерал-адмирал Великий князь Константин Николаевич; его Императорское Высочество, Великий князь Николай Николаевич и заведующий Морской частью в Николаеве, Свиты Его Величества контр-адмирал Бутаков Григорий Иванович[1].

Вторая жена — Марина Исаковна (урожд. Жданова), дочь надворного советника. Дети:
- Леонид Иванович (03.08.1863-)
- Евгения Ивановна (28.08.1864-)
- Зинаида Ивановна (02.08.1865-)
- Николай Иванович (18.09.1870-1936, Франция) — служил на Черноморском и Балтийском флотах. В 1885—1886 гг. он находился в заграничном плавании на мореходной лодке «Донец». Впоследствии Николай Иванович был переведен на Балтийский флот. В 1899—1900 гг. исполнял обязанности старшего минного офицера крейсера «Адмирал Корнилов». В 1901 г. он участвовал в морском десанте в китайский порт Циндаю в ходе подавления восстания Ихэтуаней (Боксерское восстание). Вышел в отставку в сентябре 1917 г. в чине генерал-майора по адмиралтейству. После революции в России эмигрировал за рубеж и жил во Франции. Скончался 6 января 1936 года, похоронен на кладбище Тье, под Парижем[5][6].
- София Ивановна (23.05.1872-)
- Сергей Иванович (23.09.1873-1920) — генерал-майор Русской императорской армии, командир Самурского полка. Военачальник Вооружённых сил на Юге России.
- Владимир Иванович (1879—1966) — русский морской офицер, награждён Георгиевским оружием (1914). С 1918 г. Владимир Иванович находился в эмиграции в Ревеле, а с 1932 года проживал во Франции. Скончался 25 февраля 1966 года в Париже и был похоронен на кладбище Пер-Лашез[6].